# Harald Sæverud
Harald Sæverud est un compositeur et chef d'orchestre norvégien né à Bergen le 17 avril 1897 et mort dans la même ville le 27 mars 1992. Sæverud est surtout connu pour la musique de Peer Gynt (1947) sur le texte de Henrik Ibsen, le Rondo Amoroso, ou la Ballade de la révolte. Il a écrit neuf symphonies ainsi qu'un grand nombre de morceaux pour piano. 

## Biographie

### Formation
En 1915 Harald Sæverud commence ses études de piano à l'Académie de musique de Bergen avec Borghild Holmsen, pianiste et compositrice formée à Leipzig. C'est pendant ses années au conservatoire qu'il travaille à sa première symphonie. Ses premières compositions sont publiées dès 1919, ce qui lui vaut une bourse d'études qui lui permet de se rendre à la Staatliche Hochschule für Musik de Berlin avec Clemens Krauss et Friedrich Koch (1920/21).
Le finale de sa première symphonie étant achevé, l'œuvre est jouée par la Philharmonie de Berlin et dirigée par son ami Ludwig Mowinckel, qui avait organisé un concert de musique norvégienne. La critique fut favorable, ce qui provoqua chez Sæverud un intérêt croissant pour la musique symphonique.

### Bergen
En 1922, Harald Sæverud revient à Bergen. Il travaille en tant que professeur de piano et critique. Un temps, il joue aussi dans un petit orchestre de cinéma. 
Il effectue un voyage à Paris en 1925. 
Ses deux premières symphonies sont encore sous l'influence de Johannes Brahms et d'Anton Bruckner, mais à son retour de Paris en 1926, il commence à expérimenter d'autres styles musicaux qui s'entendent dans la Troisième symphonie, le Concerto pour violoncelle ou la Suite pour piano. Si son modèle est post-romantique, il aime à utiliser les formes classiques inspirées par Haydn et Mozart.
En 1933, Harald Sæverud obtient une bourse d'état qui lui permet de se consacrer uniquement à la composition. 
Dans les années trente, son épouse Marie Hvoslef, d'origine américaine et lui, font construire une demeure non loin de Bergen : « Siljustøl » qu'ils habiterons en 1939. Dès lors, ses compositions ont un modèle plus norvégien et fortement influencé par la nature.
Dès l'invasion allemande de 1940, les compositions de Sæverud deviennent des armes contre l'occupant. Ses compositions principales sont les trois « Symphonies de guerre » : nº 5, quasi una fantaisie sous titrée après guerre « Symphonie de résistance », nº 6 Sinfonia Dolorosa  et nº 7 Psaume. De cette période naissent aussi des protestations directes contre les nazis : Ballade de la révolte, version pour piano et l'orchestre.
Parallèlement il compose un certain nombre de pièces lyriques pour piano inspirés par la nature ou le folklore norvégien, édités dans les collections appelées Airs et des danses de Siljustøl ainsi que des morceaux faciles pour le piano.

### Après guerre
Harald Sæverud est nommé membre de l'Académie royale de musique en Suède en 1952. Cinq ans après, il a été nommé par le Roi de Norvège, Chevalier de l'ordre de Sankt Olav.
Le chef d'orchestre John Barbirolli disait à propos de lui : « que vous aimiez la musique de Sæverud ou non, il n'y a pas de doute pour savoir qui l'a écrite, et ceci peut être dit de très peu de compositeurs d'aujourd'hui ». Lui-même commentait son œuvre : « Ma musique est terriblement mélancolique — d'une extravagante mélancolie. »

## Œuvres

### Symphonies
- Symfonie g-kl.t., op 1 (1916-1919)
- Symphonie nº 2 op. 4 (1922)
  1. Entrata drammatica. Allegro molto
  2. Andante mesto
  3. Sonata grande. Allegro molto con fuoco
- Symphonie nº 3 en si bémol mineur, op. 5 (1926)
  1. Andante con moto - Allegro molto e con grazioso
  2. Andante
  3. Finale. Allegro molto
- Symphonie nº 4, op. 11 (1937)
- Symphonie nº 5 "Quasi una fantasia" op. 16 (1941)
- Symphonie nº 6 "Sinfonia Dolorosa" op. 19 (1942)
- Symphonie nº 7 "Salme" op. 27 (1945)
  1. (Introduction) Andante con moto
  2. Hymnes
  3. Variations de Yuletide
  4. Stave Church Chimes (Carillons)
  5. Fugue
  6. Glorification
- Symphonie nº 8 "Minnesota" op. 40 (1958)
  1. Il était une fois...
  2. Espoir et désir
  3. Jour heureux (Scherzo pastorale)
  4. L'homme et la machine
- Symphonie n° 9 op. 45 (1965/1966)
  1. Allegro appassionato
  2. Poco lento - Doppio movimento - Poco lento
  3. Andante sostenuto
  4. Moderato "Cloches dans les montagnes"

### Concertos
- Concerto pour violoncelle & orchestre, op. 7 1931
  1. Allegro non troppo
  2. Andante
  3. Poco allegro
- Concerto pour hautbois & orchestre, op. 12 (1938) dédié à Rolf Lannerhord, premier hautbois solo de l'orchestre de l'Opéra royal de Stockholm.
  1. Allegro moderato
  2. Adagio molto - Moderato - attacca
  3. Allegro
- Romanza pour violon & orchestre, opus 23 (1942)
- Concerto pour piano & orchestre, op. 31 (1948/1950)
  1. Allegro non troppo
  2. Andante cantabile
  3. Allegro
- Concerto pour violon & orchestre, op. 37 (1956)
  1. Allegro, ma non troppo
  2. Andante sostenuto
  3. Allegro molto
- Concerto pour basson & orchestre, op. 44 (1963/1987)
  1. Allegro - Cadenza - Tranquillamente - a tempo (Allegro)
  2. Andante funebre, non troppo lento
  3. Allegro moderato

## Discographie
- Concerto pour violoncelle, op. 7 (1931), Symphonie no 8 « Minnesota », op. 40 (1958) - Truls Mørk, violoncelle ; Orchestre symphonique de Stavenger, dir. Ole Kristian Ruud (avril 1999, Bis CD 972)
- Concerto pour violon (1956), Symphonie no 3 (1926) - Tron Sæverud[1], violon ; Orchestre symphonique de Stavenger, dir. Ole Kristian Ruud (juin 1997, Bis CD 872)
- Symphonie no 5 « Quasi una fantasia » (1941), Concerto pour hautbois (1939), Entrada regale, Sonata Giubilata - Orchestre Symphonique de Stavanger, dir. Ole Kristian Ruud (2000, Bis CD 1162)